# Catagonium serrulatum
Catagonium serrulatum är en bladmossart som först beskrevs av Jules Cardot, och fick sitt nu gällande namn av Brotherus 1925. Catagonium serrulatum ingår i släktet Catagonium och familjen Hypnaceae. Inga underarter finns listade i Catalogue of Life.